# X Comae Berenices
X Comae Berenices är en variabel aktiv galax (AGN) i stjärnbilden Berenikes hår.
Objektet har en bolometrisk magnitud som varierar mellan 15,9 och 17,9.